# Eusterinx fabulosa
Eusterinx fabulosa är en stekelart som beskrevs av Rossem 1990. Eusterinx fabulosa ingår i släktet Eusterinx och familjen brokparasitsteklar. Inga underarter finns listade i Catalogue of Life.